# 萬神都會
萬神都會為中國道教及民間之傳說。該傳說云：臘月廿四送神之後，返回天庭述職之人間神祇與駐守九重天之眾仙班相傳會於農曆正月初三一同於凌霄寶殿接受玉皇大帝賜宴聆訓，並互相敘舊。該聚會稱為萬神都會。
中國傳說與民間戲劇均曾出現萬神都會或類似情節，例如：西遊記。1990年代香港影星周星馳所主演之知名電影濟公開場也有此場景。